# Romeo Menti
Romeo Menti (Vicenza, 5 de septiembre de 1919-Turín, 4 de mayo de 1949) fue un futbolista italiano. Se desempeñaba en la posición de centrocampista. Fue uno de los futbolistas que fallecieron en la Tragedia de Superga.

## Selección nacional
Fue internacional con la Selección de fútbol de Italia en 7 ocasiones y marcó 5 goles. Debutó el 27 de abril de 1947, en un encuentro amistoso ante la selección de Suiza que finalizó con marcador de 5-2 a favor de los italianos.

## Clubes
| Club                | País   | Año       |
| ------------------- | ------ | --------- |
| Vicenza Calcio      | Italia | 1934-1938 |
| A. C. F. Fiorentina | Italia | 1938-1941 |
| Torino F. C.        | Italia | 1941-1943 |
| A. C. Milan         | Italia | 1944      |
| A. C. Stabia        | Italia | 1944-1945 |
| A. C. F. Fiorentina | Italia | 1945-1946 |
| Torino F. C.        | Italia | 1946-1949 |

## Palmarés

### Campeonatos nacionales
| Título      | Club                | País   | Año     |
| ----------- | ------------------- | ------ | ------- |
| Copa Italia | A. C. F. Fiorentina | Italia | 1939-40 |
| Serie A     | Torino F. C.        | Italia | 1942-43 |
| Copa Italia | Torino F. C.        | Italia | 1942-43 |
| Serie A     | Torino F. C.        | Italia | 1946-47 |
| Serie A     | Torino F. C.        | Italia | 1947-48 |
| Serie A     | Torino F. C.        | Italia | 1948-49 |